# 七聖媽廟

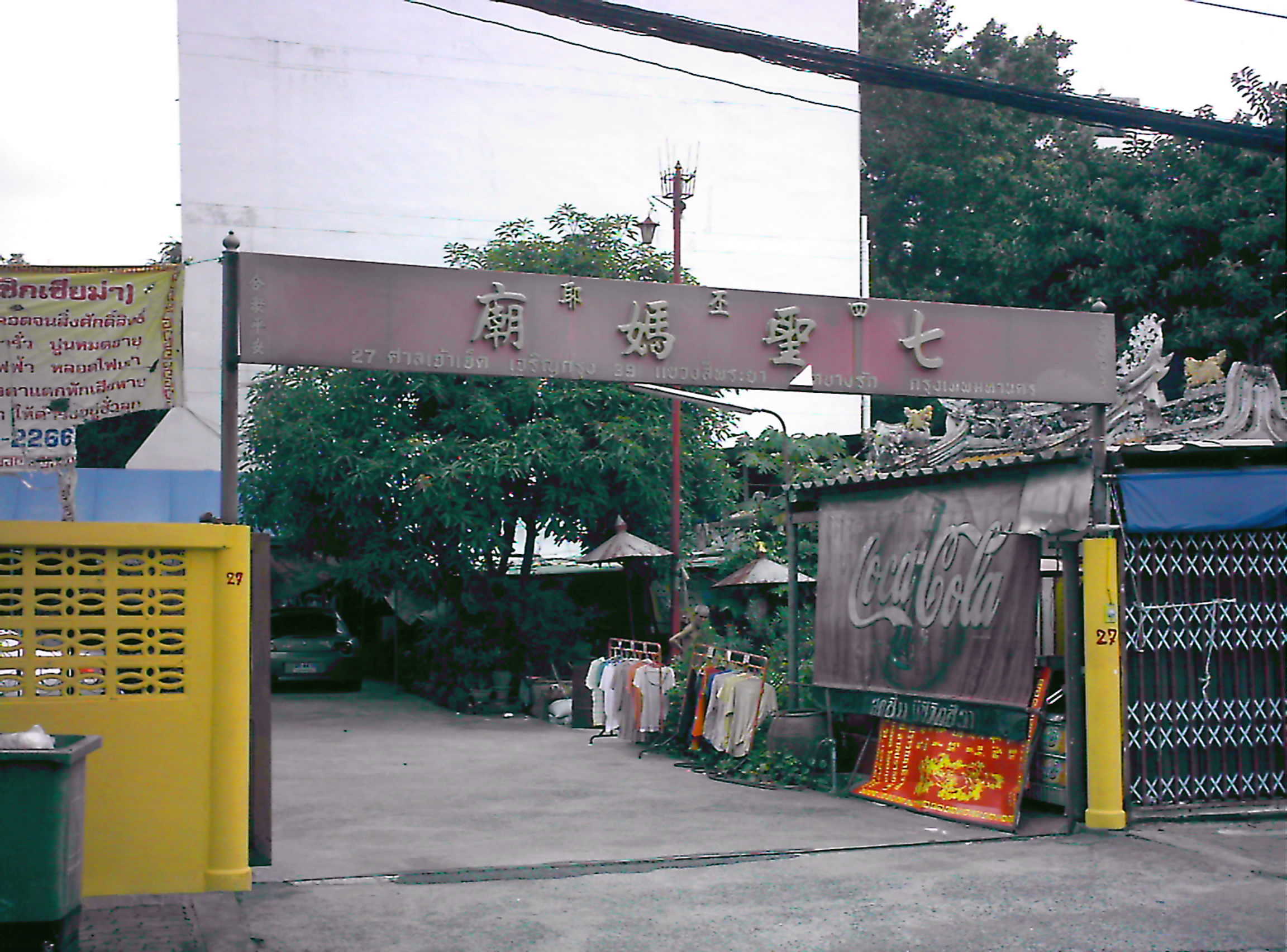
シーパヤー七聖媽廟：脇門

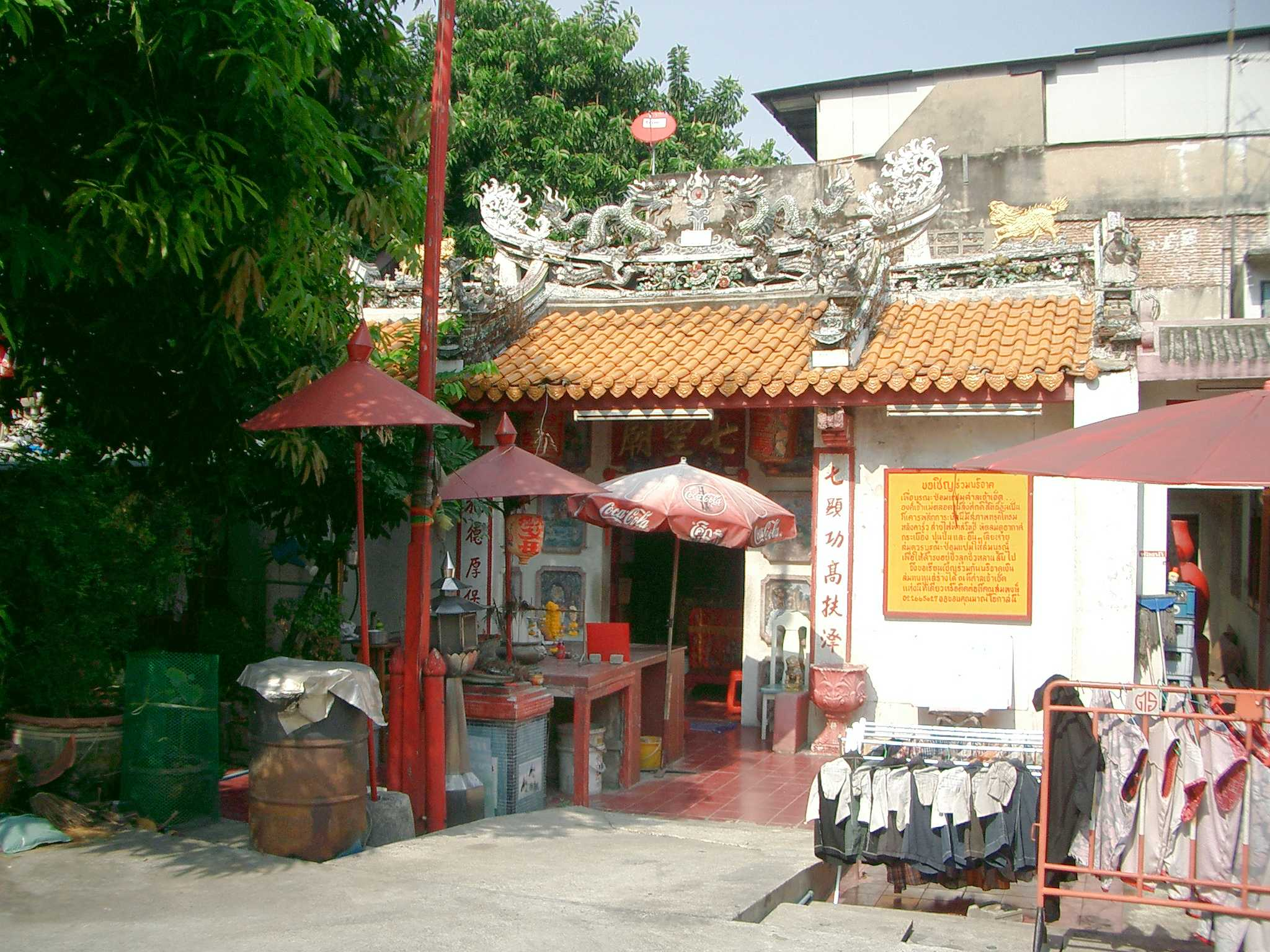
シーパヤー七聖媽廟：仏殿

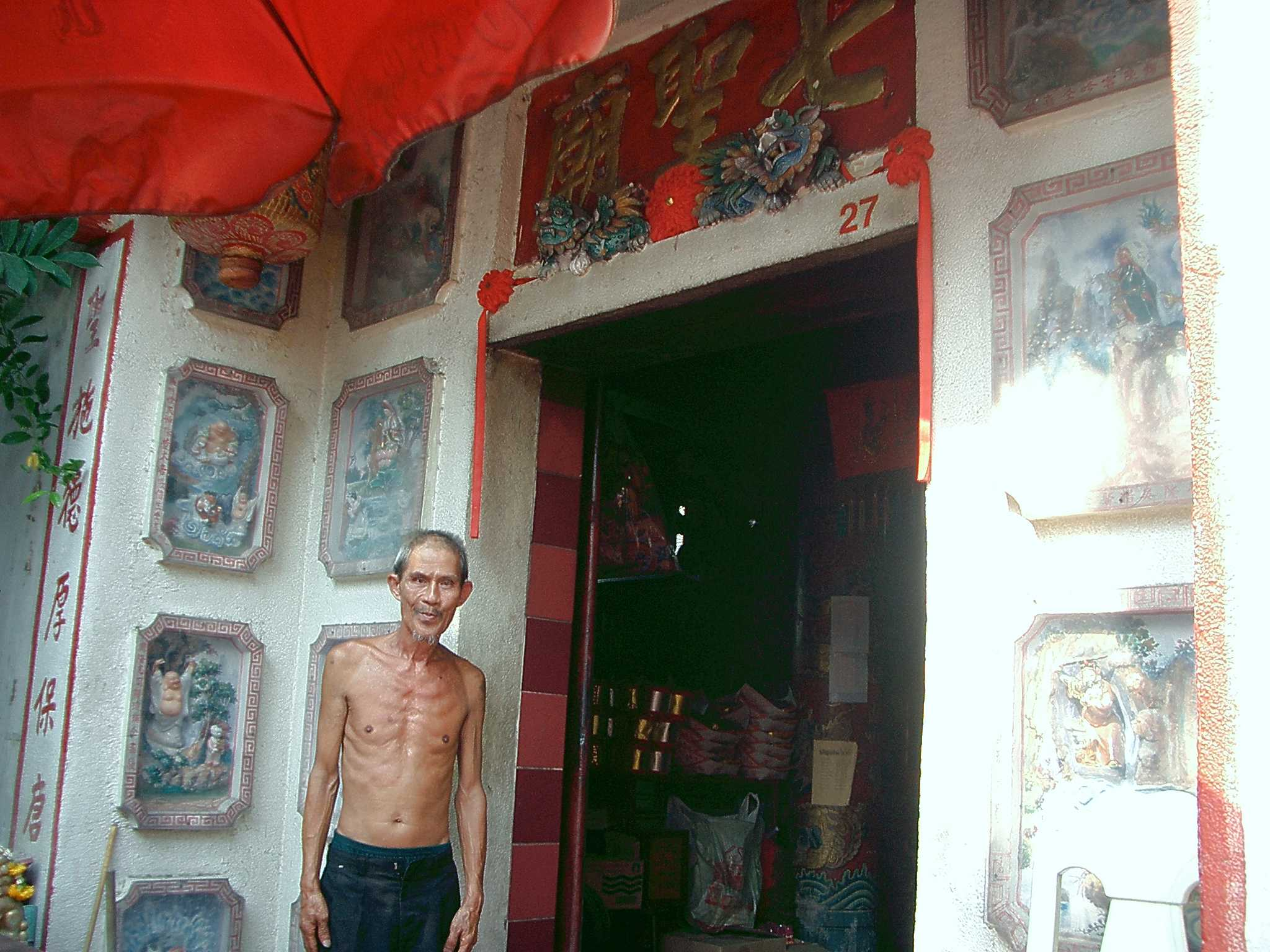
シーパヤー七聖媽廟：仏殿住持

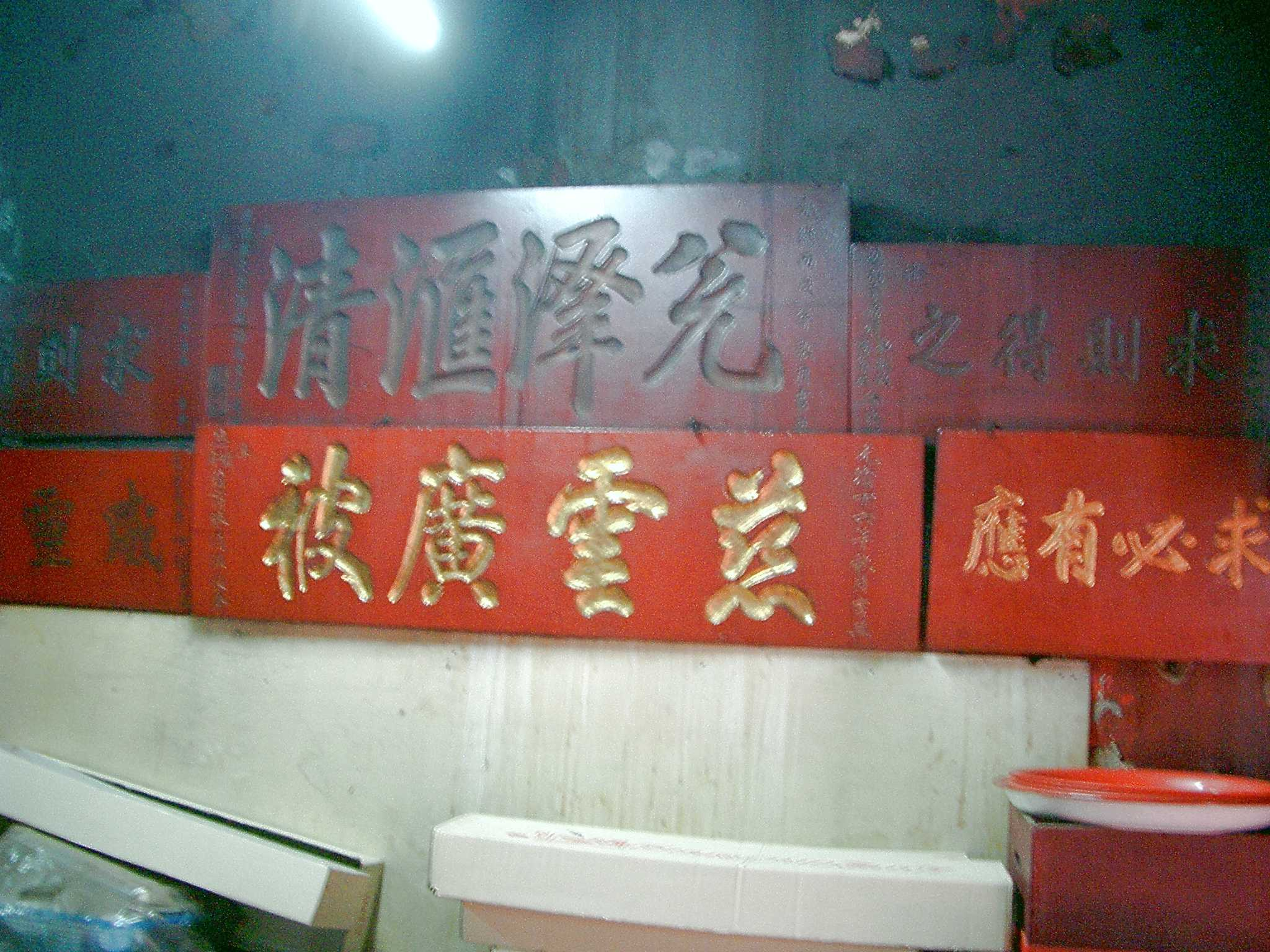
シーパヤー七聖媽廟：扁額

七聖媽廟（しちせいまびょう、中国語別名：七聖廟，タイ語：ศาลเจ้าเจ็ด）はタイ王国の首都バンコク・バーンラック区のジャルンクルン通りにある寺院。開山は潮州からの移民。本尊は媽祖。重要文化財の古木記念碑があることで知られる。

## 番地
- タイ語：27 ศาลเจ้าเจ็ด (ช่กเช่ยนา), เจริญกรุง ซอย ๓๙, เเขางพระยา, เขตบางรัก, กรุงเทพมหานคร 10500, ประเทศไทย.
- 英語：27 Soi San Chao Chet, Charoen Krung Soi 39, Si Phraya, Bangrak, Bangkok 10500, Thailand.
- 中国語：泰國，曼谷大京都，挽叻縣，四丕耶區，石龍軍39街，七聖廟社 27號。郵政區號：10500。

## 建造物
- 仏殿門の上に金色の文字で「七聖廟」と記されている。
- 門の左右に「七顕功高扶沢国」「聖施德厚保唐民」と書かれた木製の聯が掲げられている。
- 本堂：7種類の木製や陶製の媽祖像が配されている。
- 観音堂：観音菩薩が祀られている。祭壇の對聯には「聖水柳枝照大地」、「霊丹宝瓶転乾坤」とある。
- 阿弥陀堂：釈迦、関羽、福徳伯公、福徳伯媽、ラーマ5世が祀られている。祭壇の對聯には「福徳英霊保黎庶」、「伯公顕赫賜財源」とある。

## 文化財
6つの歴史的な価値のある扁額が掲げられている。扁額は赤く漆の塗られた木製である。
- 『求必有應』
  - （詳細不明）
- 『威靈顕赫』
  - 嘉永4年（1851年）奉納。弟子梁示興、曽際春敬酧。
- 『求則得之』
  - 明治15年（1882年）奉納。沐恩弟子広府黎観敕雷群大仝敬酬。
- 『求則得之』
  - 明治17年（1884年）奉納。沐恩弟子黄庚廷敬酧。
- 『光沢匯清』
  - 明治19年（1886年）奉納。沐恩瓊府文邑郭貽祿為求平安敬奉。
- 『慈雲広被』，
  - 明治23年（1890年）奉納。沐恩瓊府信商林鴻傑敬奉。

## 参考資料
- 書名：『泰國的中式寺廟』（中国語：タイ王国の中国寺院） ；
- 著者名：タイ王国華僑崇聖大学 - 段立生教授 （昭和19年4月 - ）；
- 出版者：タイ王国大同社出版株式会社；
- 出版年：平成8年（1996年）11月初版；
- ページ数：113頁から115頁
- ISBN：9748980057